# Hypocentrum

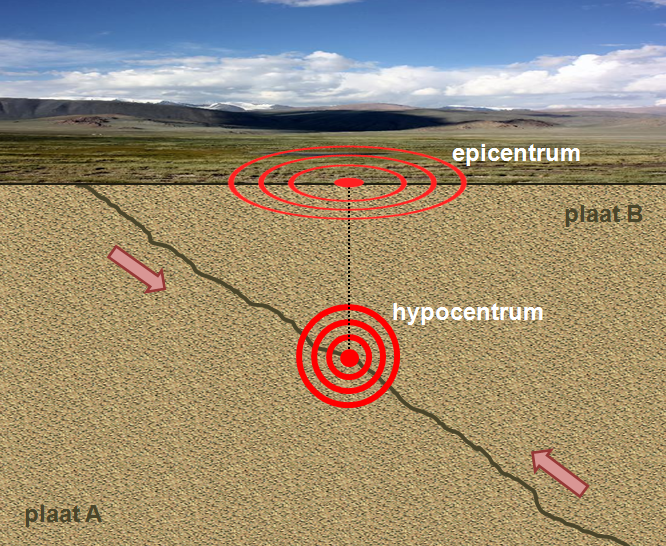
Het hypocentrum ligt recht onder het epicentrum van de aardbeving. Plaat A ondergaat subductie ten opzichte van plaat B.

Het hypocentrum is de locatie onder de aardkorst tussen twee of meer tektonische platen, waar een aardbeving ontstaat. Dit zwaartepunt van de energiedichtheid wordt doorgaans gevormd door een breuk die onder invloed van platentektoniek ge(re)activeerd raakt, of door een ondergrondse kernexplosie. Het hypocentrum wordt ook wel haard genoemd. De haarddiepte van een aardbeving kan oplopen tot ca. 700 kilometer. Een andere definitie, die op hetzelfde neerkomt, luidt dat het hypocentrum (ook wel ground zero genoemd), de locatie op het aardoppervlak is, gelegen recht onder een grote explosie in de atmosfeer, zoals de Toengoeska-explosie of de kernexplosies boven Hiroshima en Nagasaki.  

## Terminologie
Het voorvoegsel hypo- gaat terug op het Griekse hupo, dat "onder" betekent. Dit in tegenstelling tot epi- in epicentrum, het denkbeeldige punt op het aardoppervlak (epi is Grieks voor "op"), dat zich recht boven het hypocentrum bevindt.